# Кирило Куліш
Кирило Джейкоб Куліш (англ. Kiril Jacob Kulish; р. 16 лютого 1994, Сан-Дієго) — американський актор, танцюрист, музикант. З 6 років навчався балету, у віці п'ятнадцяти років став володарем премії Tony Awards в номінації «Кращий ведучий актор мюзиклу» за роль у бродвейській постановці Billy Elliot the Musical.
Куліш народився 16 лютого 1994 року в Сан-Дієго, штат Каліфорнія. Батьками були Філ Аксельрод і уродженка України Раїса Куліш. Кирило вільно володіє російською мовою. У віці п'яти років почав займатися фортепіано, у віці шести років — балетом, в сім років — бальними танцями, у вісім — гімнастикою, в десять — карате. У 2006 році став лауреатом премії «Надія» (англ. Hope) найбільшого міжнародного конкурсу з балету Youth America Grand Prix, а в подальшому тричі ставав володарем Гран-прі цього змагання. У 2007 році став Чемпіоном Америки з карате і бальних танців. У 2009 році удостоївся призу Центру російської культури в Нью-йорку, премії «Світового театру», премії імені Фреда Астера, премії Суспільства глядачів і спеціальної премії Зовнішнього суспільства критиків. У тому ж році став лауреатом премії Tony Awards в номінації «Кращий ведучий актор мюзиклу» за виконання головної ролі у прем'єрному складі бродвейської постановки Billy Elliot the Musical. У той рік у перші за всю історію церемонії приз був вручений відразу трьом акторам, які виконували головну роль мюзиклу поперемінно. Кирило отримав пропозиції стипендій від Королівської балетної школи, Паризької школи опери і балету, а також запрошення виступати в проекті «Королі танцю» (англ. Kings of Dance). Був самим молодим танцюристом, прийнятим в Академію балету Сан-Дієго. Виступав разом з ABT American Ballet Theater у восьми гала-концертах в Мехіко. Дає фортепіанні концерти в Мехіко і Європі, став лауреатом декількох музичних премій. Продовжує брати участь у теле-, кіно — і театральних проектах.

## Billy Elliot the Musical
На прес-конференції в Нью-Йорку, 22 квітня 2008 року, був оголошений прем'єрний склад виконавців головної ролі: Кирило Куліш, Трент Ковалик, Девід Альварес. Перший виступ Кирила відбувся 1 жовтня 2008 року, а 7 червня 2009 року він, разом з двома іншими виконавцями, удостоївся премії Tony Awards в номінації «Кращий ведучий актор мюзиклу». Мюзикл був номінований на 15 премій, і став володарем 10 з них. Включаючи Кращий мюзикл року. Останній виступ Кирила відбулося у суботу, 3 жовтня 2009 року.

## Інші роботи
В кінці 2009 року Куліш виконав головну роль у балеті Лускунчик. У 2010 році він взяв участь у чемпіонаті з бальних танців у Південно-Західному регіональному чемпіонаті США в Лонг-Біч, штат Каліфорнія. В даний час проживає разом з батьками в Сан-Дієго і Нью-Йорку.

## Публікації
- Счастливый мальчик. snob.ru. Архів оригіналу за 22 вересня 2012. Процитовано 2012-4-8.
- The Boys of ‘Billy’ Get Ready to Lead. nytimes.com. Архів оригіналу за 16 травня 2012. Процитовано 2012-4-8.
- Photo Coverage: Preview Performance of 'Billy Elliot'. broadwayworld.com. Архів оригіналу за 15 березня 2012. Процитовано 2012-4-8.
- Photo Flash: First Look At Broadway's Dancing Billy Elliots. broadwayworld.com. Архів оригіналу за 15 березня 2012. Процитовано 2012-4-8.
- The Peter Pans of Broadway. nymag.com. Архів оригіналу за 19 березня 2012. Процитовано 2012-4-8.
- PLAYBILL.COM'S CUE & A: David Alvarez, Trent Kowalik and Kiril Kulish. playbill.com. Архів оригіналу за 16 травня 2012. Процитовано 2012-4-8.
- Photo Coverage: Broadway Bears XII -Preview of the Bears. broadwayworld.com. Архів оригіналу за 15 березня 2012. Процитовано 2012-4-8.
- Billy Elliot Handprint Ceremony at Planet Hollywood in New York on August 26, 2009. exposay.com. Архів оригіналу за 16 травня 2012. Процитовано 2012-4-8.
- Tony judges send 3 clear messages. thestar.com. Архів оригіналу за 15 березня 2012. Процитовано 2012-4-8.
- Billy Elliot's David Alvarez, Kiril Kulish, David Bologna Set for Fidelity FutureStage Workshops. theatermania.com. Архів оригіналу за 16 березня 2012. Процитовано 2012-4-8.
- Tony-Winning Billy Elliott Trio Geek Out With Indy. Vanity Fair. Архів оригіналу за 18 червня 2009. Процитовано 2009-6-09.

- Photo Coverage: CHICAGO Welcomes Chandra Wilson - Arrivals and Stage Door Fun!. broadwayworld.com. Архів оригіналу за 15 березня 2012. Процитовано 2012-4-8.
- Tony winners coming to Toronto?. thestar.com. Архів оригіналу за 19 березня 2012. Процитовано 2012-4-8.
- Hennig And Ko To Join BILLY ELLIOT, Kulish, Gwynne And Bologna To Bid Broadway Farewell In October. broadwayworld.com. Архів оригіналу за 15 березня 2012. Процитовано 2012-4-8.
- 'Billy' boys trained at S.D. studio. utsandiego.com. Архів оригіналу за 16 травня 2012. Процитовано 2012-4-8.
- Kiril Kulish, of 'Billy Elliot' fame, to perform in Hackensack. nj.com. Архів оригіналу за 16 березня 2012. Процитовано 2012-4-8.
- BILLY ELLIOT Tony-Winner Kulish Bids Broadway Farewell 10/3. broadwayworld.com. Архів оригіналу за 15 березня 2012. Процитовано 2012-4-8.
- Last Dance: Tony Winner Kulish Departs Billy Elliot Oct. 3. playbill.com. Архів оригіналу за 16 травня 2012. Процитовано 2012-4-8.
- Photo Coverage: Tony Winner Kiril Kulish Bids Farewell to Broadway's BILLY ELLIOT. broadwayworld.com. Архів оригіналу за 15 березня 2012. Процитовано 2012-4-8.
- A Star Is Born. backstage.com. Архів оригіналу за 16 березня 2012. Процитовано 2012-4-8.
- Attracting boys to ballet still a challenge. utsandiego.com. Архів оригіналу за 16 травня 2012. Процитовано 2012-4-8.
- Teens score Tony as 'Billy'. variety.com. Архів оригіналу за 16 травня 2012. Процитовано 2012-4-8.